# Popești (gmina Sinești)
Popești – wieś w Rumunii, w okręgu Vâlcea, w gminie Sinești. W 2011 roku liczyła 365 mieszkańców.